# Rebecca Nilsson
Rebecca Nilsson, född 21 juni 1998 i Tumba, är en svensk handbollsmålvakt. Hon spelar sedan 2023 för Skuru IK.
Rebecca Nilsson har spelat 55 U-landskamper för Sverige. Hon debuterade i A-landslaget 2021 i VM-kval mot Ukraina, då ordinarie truppen fick bytas ut på grund av Coronasmitta. 2021 blev hon även svensk mästare tillsammans med Skuru IK. Inför säsongen 2021/22 skrev hon kontrakt med tyska TuS Metzingen. Sedan sommaren 2023 är hon tillbaka i Skuru IK.
Nilsson blev uttagen som en av tre reserver som fick följa med till Japan för OS 2020 i Tokyo, men blev inte inbytt i matchtruppen.